# Ettore Corbelli
Ettore Mario Camillo Corbelli (Torino, 6 dicembre 1885 – Torino, 27 maggio 1970) è stato un calciatore italiano, di ruolo attaccante.

## Carriera
Ettore Corbelli iniziò la sua carriera agonistica con la squadra riserve della Juventus, con cui vinse nel 1905 la Seconda Categoria,, pur risultando nella rosa della squadra dal 1902.
Il suo esordio in prima squadra avvenne il 21 gennaio 1906 contro il Genoa, in un pareggio per 0-0. La sua carriera ebbe un lungo stop a causa della rottura dei legamenti patito in uno scontro col milanista Ernst Widmer in una partita casalinga contro il Milan, che lo costrinse fuori dal campo di gioco per circa tre anni.
Nel 1908 si laurea in Chimica.
Partecipa anch'esso alla Grande Guerra col grado di ufficiale di complemento di fanteria.
Torna a giocare in prima squadra nel 1909 e la sua ultima partita fu il 29 ottobre 1911 in una sconfitta per 4-0 contro il Milan. In bianconero collezionò 20 presenze ed una rete, segnata contro il Torino il 2 aprile 1911.
Nel 1923 fonda la "Industrie filati & affini", società tessile sita in Torino

## Statistiche

### Presenze e reti nei club
| Stagione  | Club     | Campionato | Campionato | Campionato | Campionato |
| Stagione  | Club     | Comp       | Pres       | Reti       |            |
| --------- | -------- | ---------- | ---------- | ---------- | ---------- |
| 1905-1906 | Juventus | PC         | 4          | 0          |            |
| 1908-1909 | Juventus | PC         | 2          | 0          |            |
| 1910-1911 | Juventus | PC         | 9          | 1          |            |
| 1911-1912 | Juventus | PC         | 4          | 0          |            |
| Totale    | Totale   | Totale     | 20         | 1          |            |

## Palmarès

### Calciatore

#### Club

##### Competizioni nazionali
- Seconda Categoria: 1

Juventus II: 1905